# 다카베 아키토
다카베 아키토(일본어: 髙部 瑛斗, 1997년 12월 11일 ~ )는 일본의 프로 야구 선수이며, 현재 퍼시픽 리그인 지바 롯데 마린스의 소속 선수(외야수)이다. 가나가와현 고자군 사무카와정 출신이다.

## 상세 정보

### 출신 학교
- 도카이 대학 부속 고후 고등학교
- 고쿠시칸 대학

### 선수 경력
- 지바 롯데 마린스(2020년 ~ )

### 수상·타이틀 경력

#### 타이틀
- 도루왕 : 1회(2022년)

#### 수상
- 골든 글러브상 : 1회(2022년) ※외야수 부문
- 월간 사요나라상 : 1회(2022년 7월[2])
- 월간 MVP : 1회(2024년 7월[3]) ※야수 부문

### 개인 기록

#### 첫 기록
- 첫 출장·첫 선발 출장 : 2020년 10월 6일, 대 오릭스 버펄로스 19차전(ZOZO 마린 스타디움), 1번·좌익수로 선발 출장
- 첫 타석 : 상동, 1회말에 야마모토 요시노부로부터 루킹 삼진
- 첫 안타 : 2020년 10월 9일, 대 후쿠오카 소프트뱅크 호크스 16차전(후쿠오카 PayPay 돔), 8회초에 다카하시 레이로부터 좌전 안타
- 첫 홈런·첫 타점 : 2021년 4월 24일, 대 후쿠오카 소프트뱅크 호크스 5차전(ZOZO 마린 스타디움), 4회말에 다카하시 레이로부터 우월 2점 홈런
- 첫 도루 : 2021년 5월 2일, 대 도호쿠 라쿠텐 골든이글스 9차전(라쿠텐 세이메이 파크 미야기), 8회초에 2루 안착(투수: 후쿠야마 히로유키, 포수: 오타 히카루)

#### 기타
- 올스타전 출장 : 1회(2022년)

### 등번호
- 38(2020년 ~ )

### 연도별 타격 성적
| 연 도      | 소 속      | 경 기 | 타 석 | 타 수 | 득 점 | 안 타 | 2 루 타 | 3 루 타 | 홈 런 | 루 타 | 타 점 | 도 루 | 도 루 자 | 희 생 번 | 희 생 플 | 볼 넷 | 고 4 | 사 구 | 삼 진 | 병 살 타 | 타 율 | 출 루 율 | 장 타 율 | O P S |
| ---------- | ---------- | ----- | ----- | ----- | ----- | ----- | ------- | ------- | ----- | ----- | ----- | ----- | -------- | -------- | -------- | ----- | ---- | ----- | ----- | -------- | ----- | -------- | -------- | ----- |
| 2020년     | 지바 롯데  | 5     | 11    | 10    | 0     | 1     | 0       | 0       | 0     | 1     | 0     | 0     | 0        | 1        | 0        | 0     | 0    | 0     | 4     | 0        | .100  | .100     | .100     | .200  |
| 2021년     | 지바 롯데  | 33    | 69    | 55    | 6     | 8     | 1       | 0       | 1     | 12    | 6     | 4     | 0        | 7        | 0        | 7     | 0    | 0     | 19    | 1        | .145  | .242     | .218     | .460  |
| 2022년     | 지바 롯데  | 137   | 608   | 541   | 66    | 148   | 16      | 6       | 3     | 185   | 38    | 44    | 10       | 22       | 3        | 36    | 1    | 6     | 103   | 12       | .274  | .324     | .342     | .666  |
| 통산 : 3년 | 통산 : 3년 | 175   | 688   | 606   | 72    | 157   | 17      | 6       | 4     | 198   | 44    | 48    | 10       | 30       | 3        | 43    | 1    | 6     | 126   | 13       | .259  | .313     | .327     | .640  |

- 2023년 시즌 종료 기준
- 굵은 글씨는 시즌 최고 성적.

### 연도별 수비 성적
| 연도 | 소속      | 외야  | 외야  | 외야  | 외야  | 외야  | 외야     |
| 연도 | 소속      | 경 기 | 척 살 | 보 살 | 실 책 | 병 살 | 수 비 율 |
| ---- | --------- | ----- | ----- | ----- | ----- | ----- | -------- |
| 2020 | 지바 롯데 | 2     | 1     | 0     | 0     | 0     | 1.000    |
| 2021 | 지바 롯데 | 20    | 36    | 1     | 0     | 1     | 1.000    |
| 2022 | 지바 롯데 | 137   | 311   | 9     | 3     | 2     | .991     |
| 통산 | 통산      | 159   | 348   | 10    | 3     | 3     | .992     |

- 2023년 시즌 종료 기준
- 굵은 글씨는 시즌 최고 성적.
- 연도에서 굵은 글씨는 골든 글러브상 수상 연도.